# Rynek (urbanistyka)

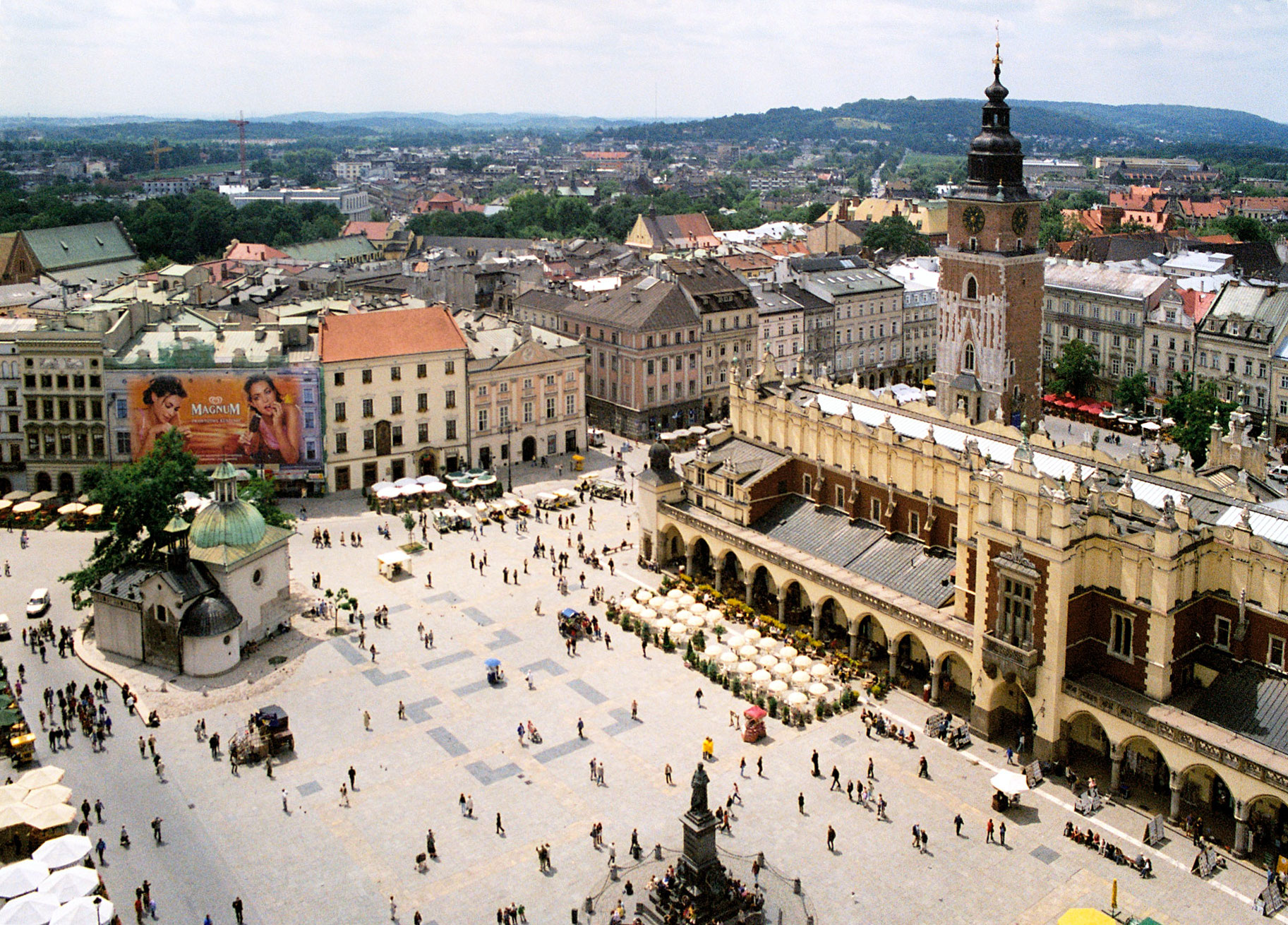
Rynek Główny w Krakowie (2003)

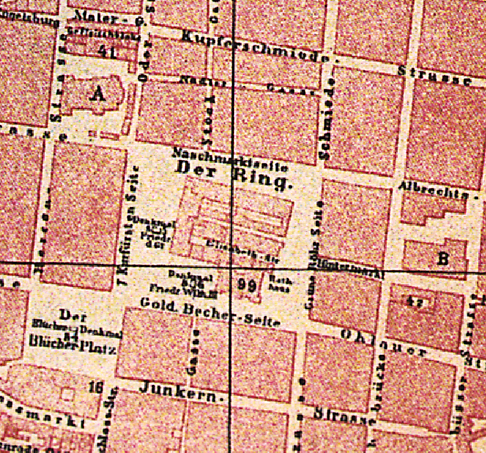
Rynek i plac Solny (rynek pomocniczy) we Wrocławiu (1873)

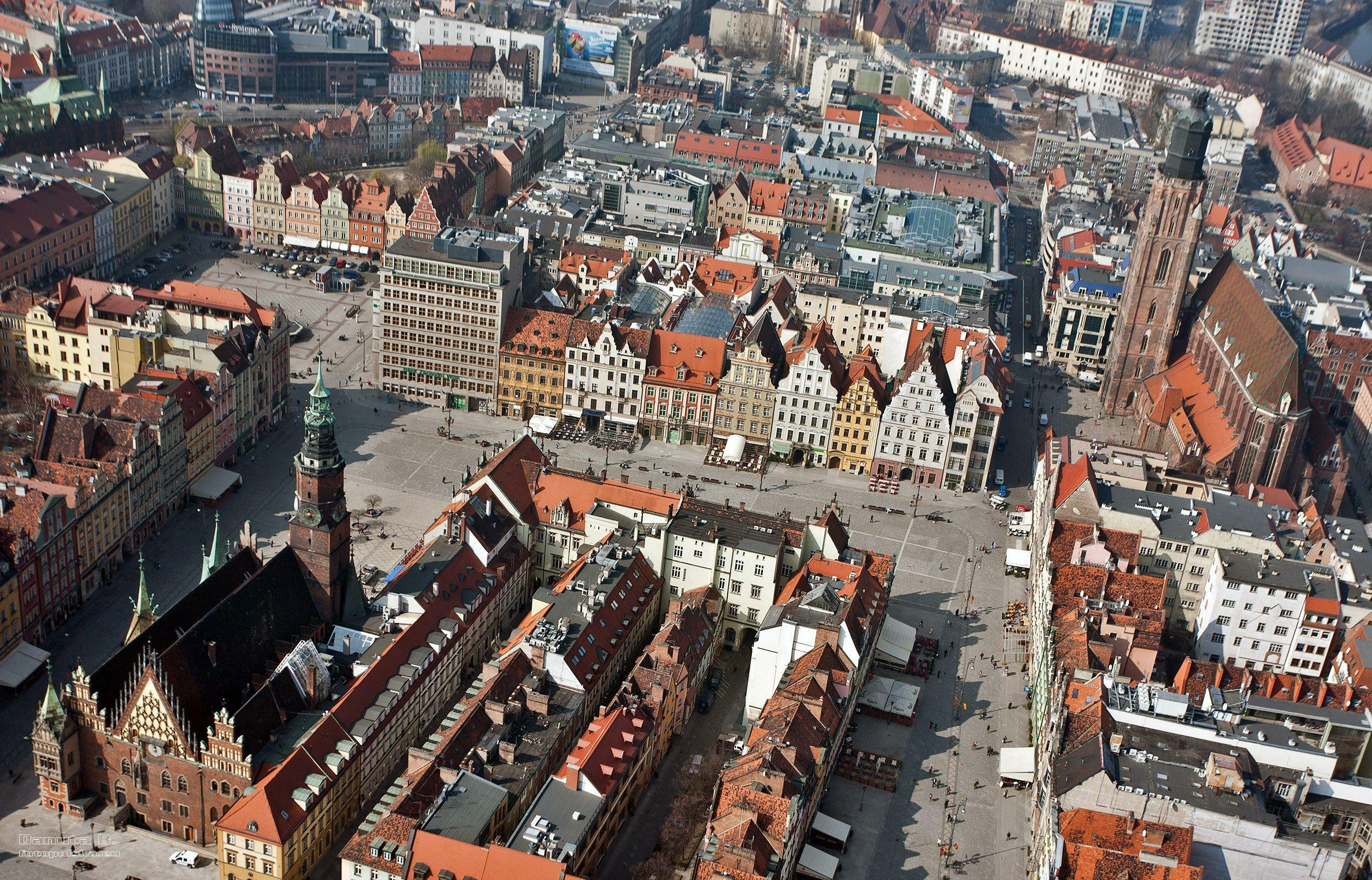
Rynek i plac Solny (rynek pomocniczy) we Wrocławiu (2012)

Rynek – centralny plac miejscowości, charakterystyczny dla urbanistyki europejskich miast. Rynki wytyczano od początku średniowiecza do XIX wieku.

## Pochodzenie nazwy
Słowo „rynek” pochodzi od niemieckiego terminu „ring” (pol. „pierścień”), który pojawił się na ziemiach polskich wraz z przeprowadzanymi lokacjami na prawie magdeburskim. „Ring” oznacza specyficzny rodzaj rynku z umieszczonym pośrodku blokiem zabudowy. Niemieckim odpowiednikiem słowa „rynek” jest „markt” lub „marktplatz”.  

## Funkcje
Rynek był przestrzenią wymiany handlowej i miejscem, w którym zbiegały się drogi prowadzące do miasta. Lokalizowano przy nim ratusz – siedzibę władz miejskich – a w jego pobliżu najczęściej także główny budynek sakralny miasta. Na terenach dzisiejszej Polski układ przestrzenny rynku, jego funkcja i zadania związane były z przyjęciem prawa niemieckiego (najczęściej magdeburskiego). Inne zabudowania typowe dla rynków to sukiennice, kramy i ławy chlebowe, waga, a także pręgierz i studnia.
Rynki były najczęściej wytyczane na planie czworokąta, choć niektóre z nich posiadają formę trójkąta (Rynek Kościuszki w Białymstoku, rynki w Jaworznie, Brodnicy, Łowiczu), czy rozszerzającej się ulicy (Chojnów, Środa Śląska, Miasteczko Śląskie, Niemodlin). Od czasów renesansu projektowano niekiedy symetryczne rynki wielokątne (np. sześciokątny rynek w Krynkach, ośmiokątny rynek Nowego Miasta w Łodzi).

## Rynki w Polsce
Rynki zostały wytyczone w większości polskich miast i niektórych wsiach, których prawa lokacyjne wydano w średniowieczu. Nie posiadają ich natomiast miasta lokowane później, przede wszystkim te, które rozwinęły się i uzyskały prawa miejskie w XIX i XX wieku. 
Największe place rynkowe w Polsce znajdują się w Olecku (64 288 m²), Latowiczu (o powierzchni ok. 43 000 m²), Krakowie (o powierzchni ok. 40 000 m²), Tarnogrodzie (niecałe 40 000 m²), Wrocławiu (prawie 40 000 m², a wraz z rynkiem pomocniczym około 48 500 m²). 
Najdłuższe rynki znajdują się w Myszyńcu (430 m) i Pułtusku (380 m), a w Chojnowie, Magnuszewie i Sławatyczach mają one boki o długości ponad 300 m.
Z rynku we Wrocławiu wybiega promieniście 11 ulic.

## Galeria zdjęć

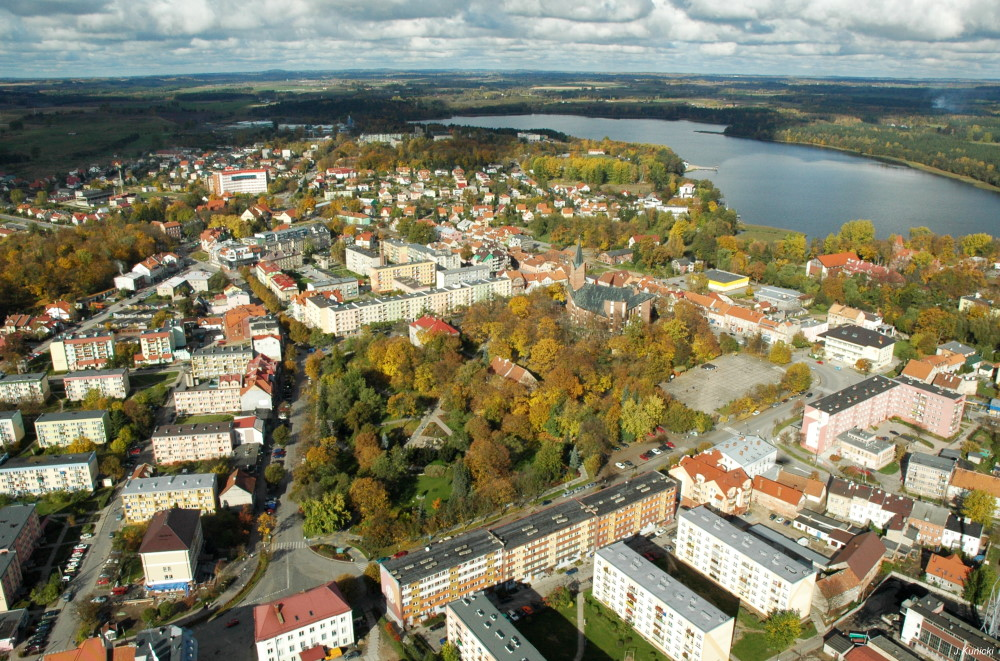
Plac Wolności w Olecku, największy rynek w Polsce
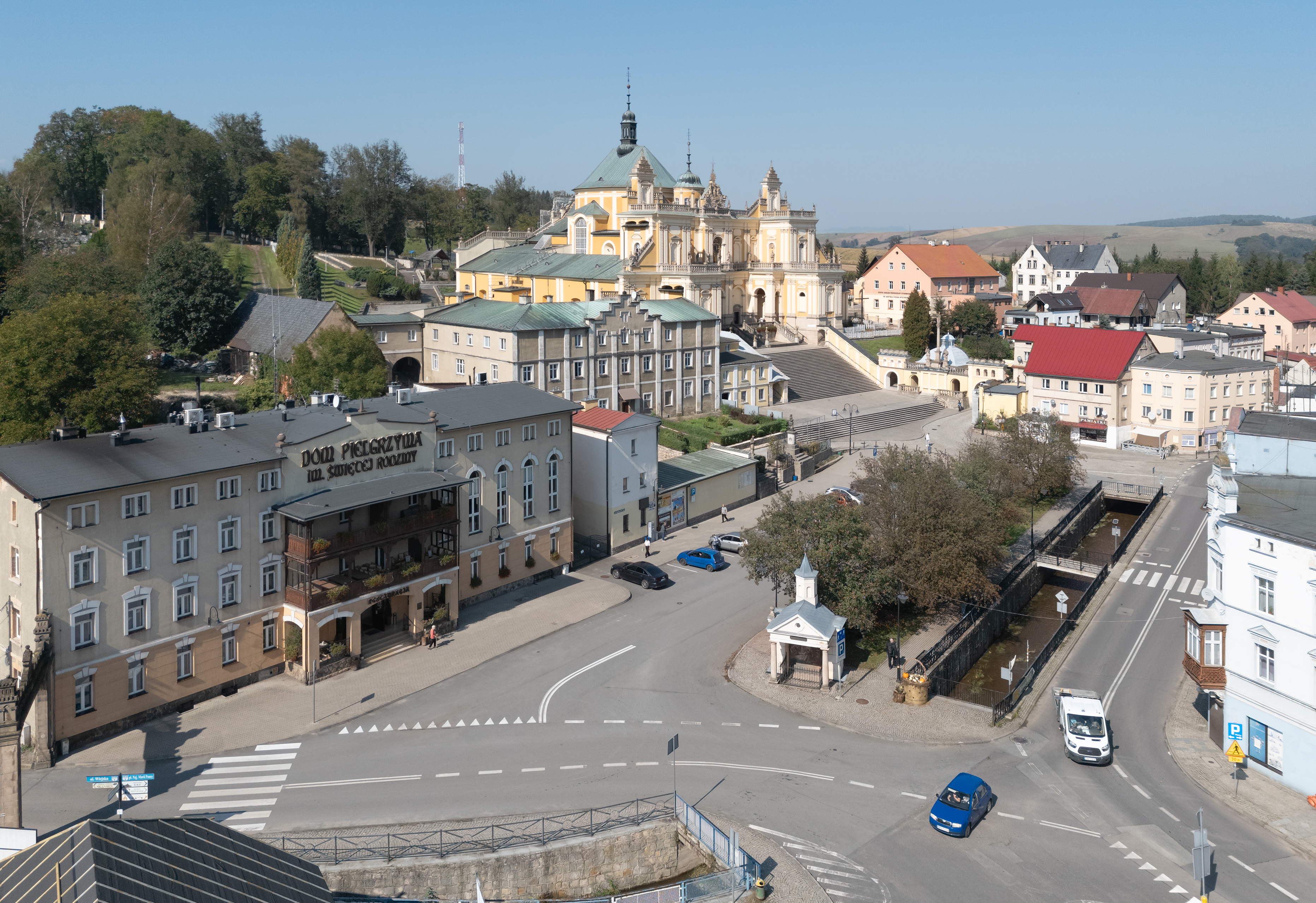
Rynek w Wambierzycach
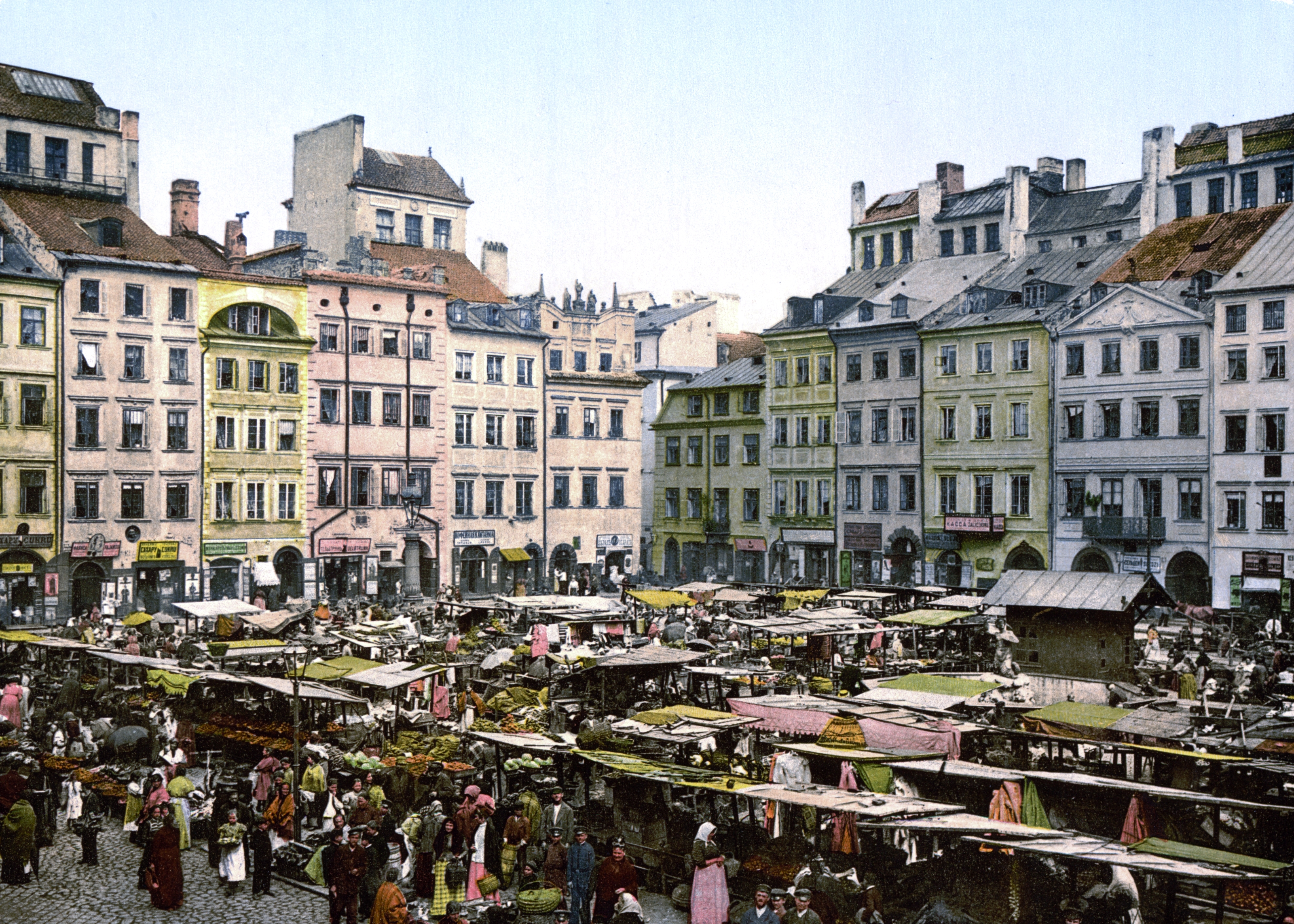
Rynek Starego Miasta w Warszawie
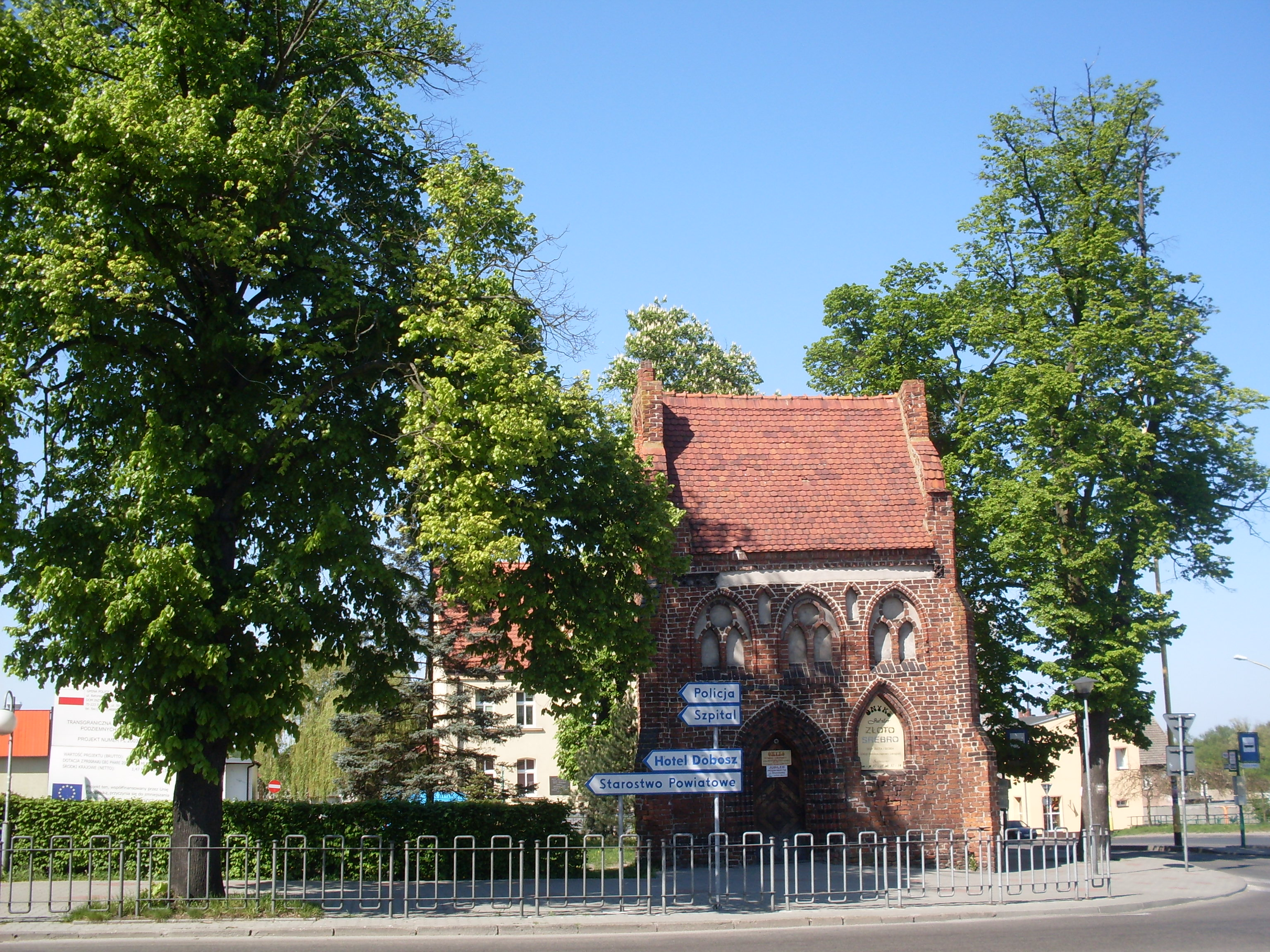
Rynek Starego Miasta w Policach z kaplicą dawnego kościoła Mariackiego
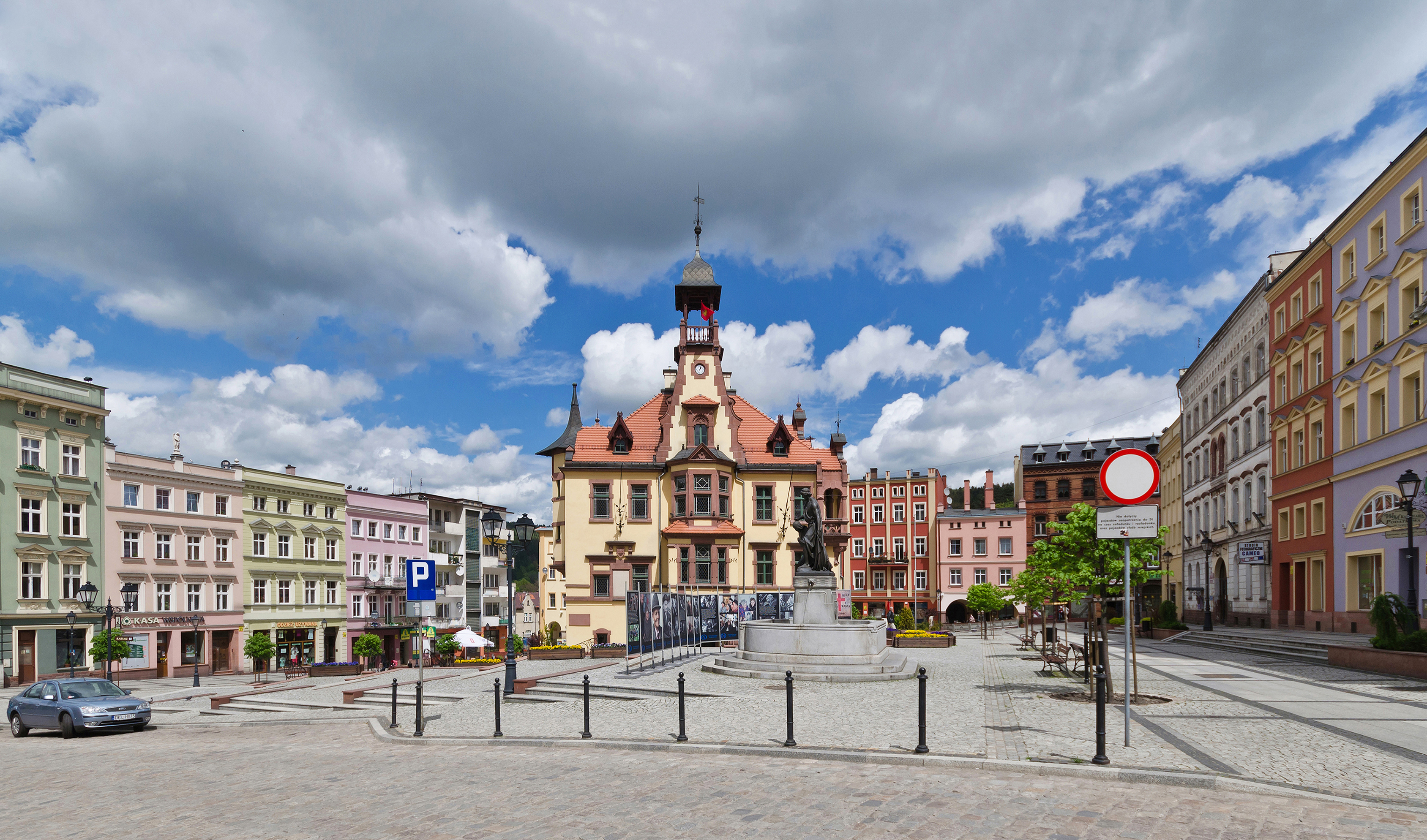
Rynek w Nowej Rudzie
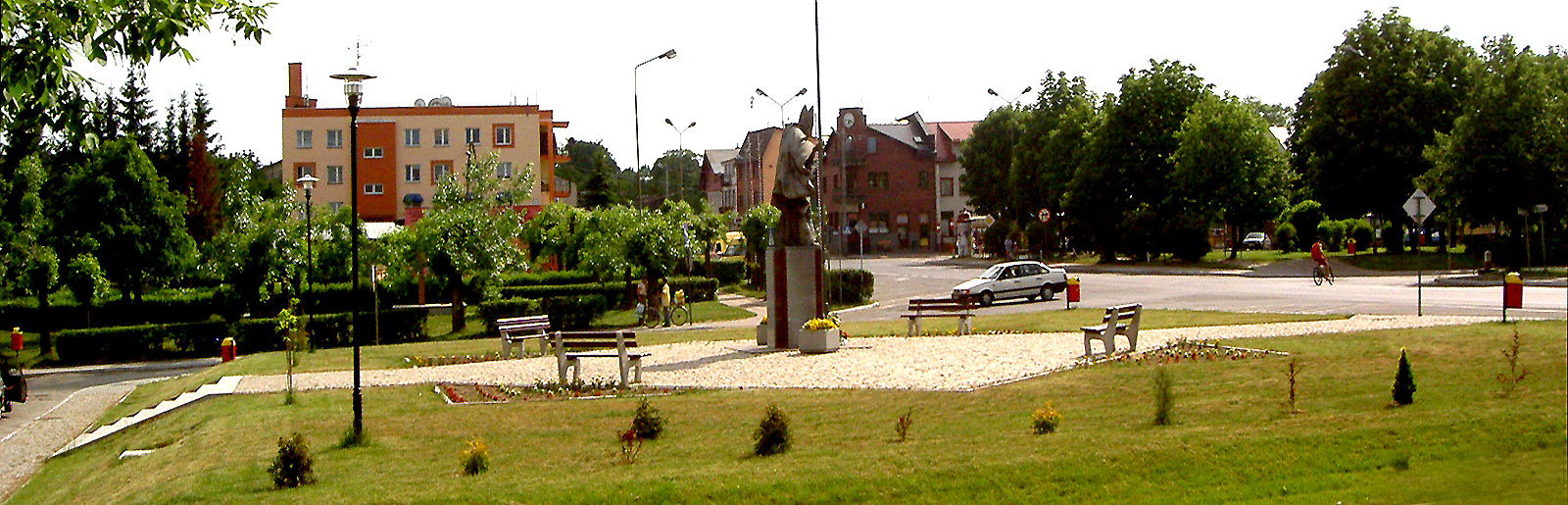
Rynek w Tarnogrodzie, jeden z najwięszych rynków w Polsce
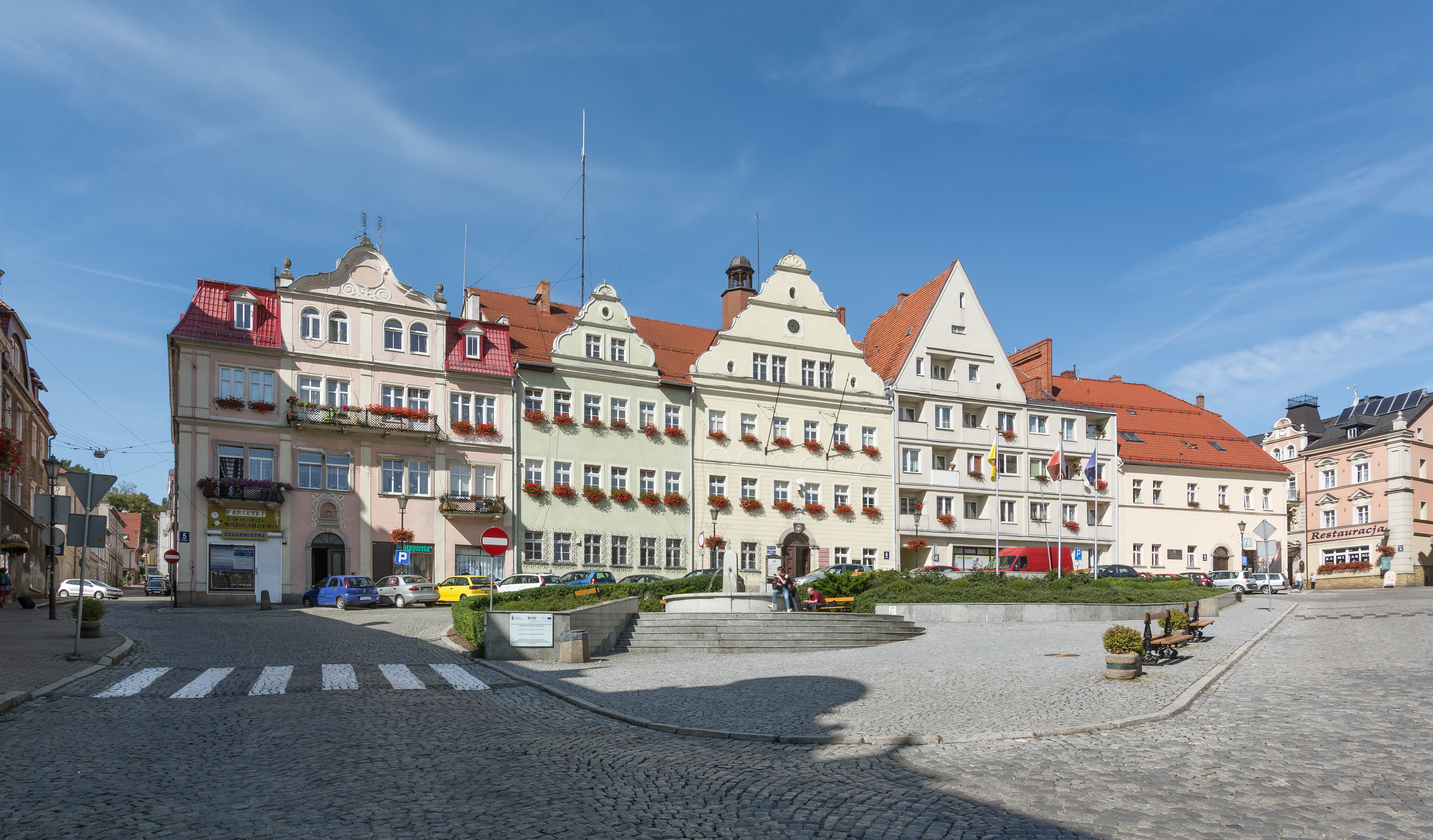
Zachodnia pierzeja rynku w Dusznikach-Zdroju
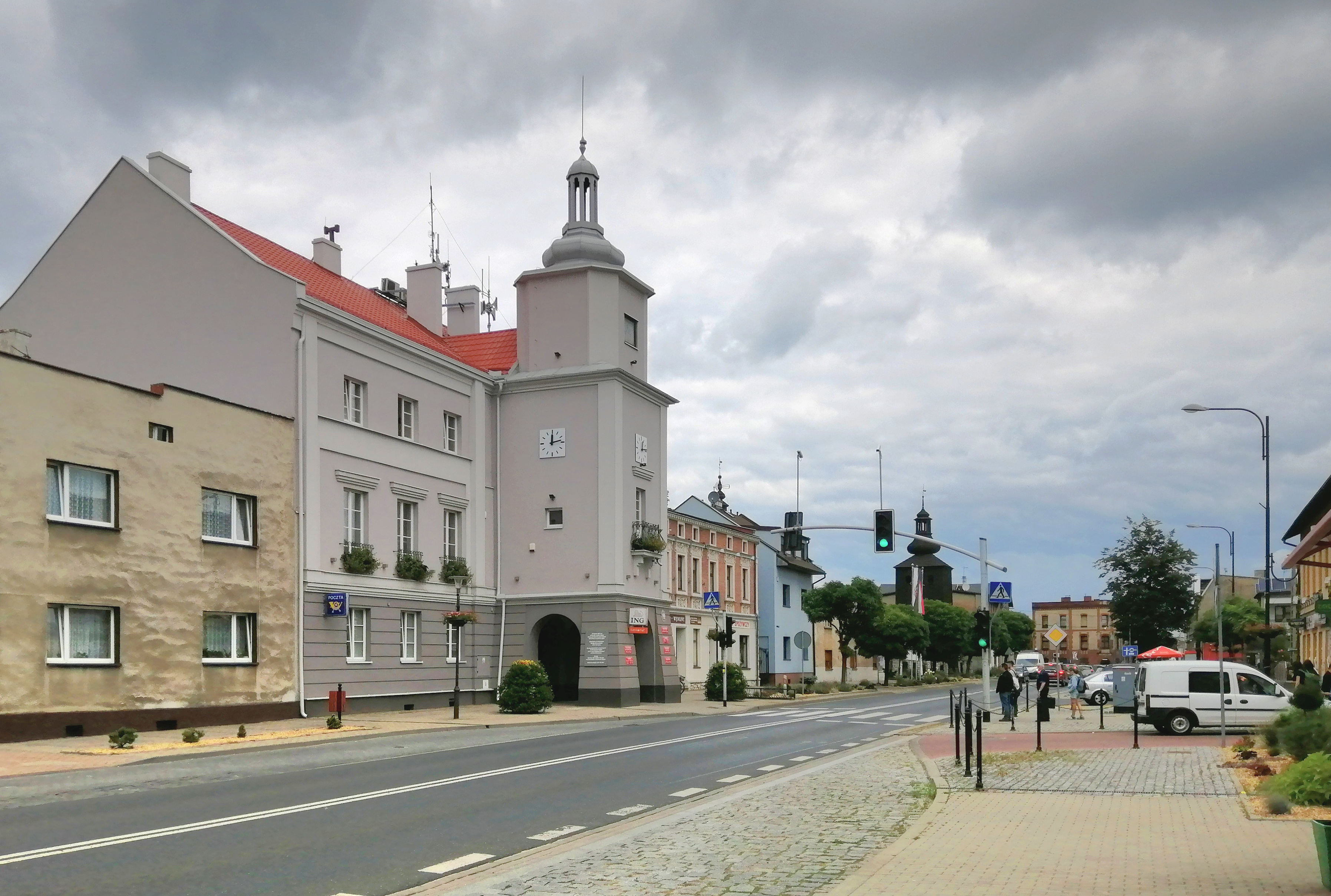
Rynek w Miasteczku Śląskim w formie rozszerzającej się ulicy

## Link zewnętrzny
- Rynek na pocztówkach w serwisie polona.pl